# Campanha presidencial de Simone Tebet em 2022
A campanha presidencial de Simone Tebet em 2022 foi oficializada em 27 de julho de 2022 em Brasília. A vice na chapa foi Mara Gabrilli.

## Pré-candidatura à Presidência em 2022
Simone Tebet se apresentou pré-candidata à presidência do Brasil nas eleições de 2022 com uma pré-campanha centrista e social liberal na chamada "terceira via". Desde que colocou o nome como pré-candidata à Presidência, setores do MDB defenderam que o partido não lançasse candidato e apoiasse Lula.

## Candidatura à Presidência

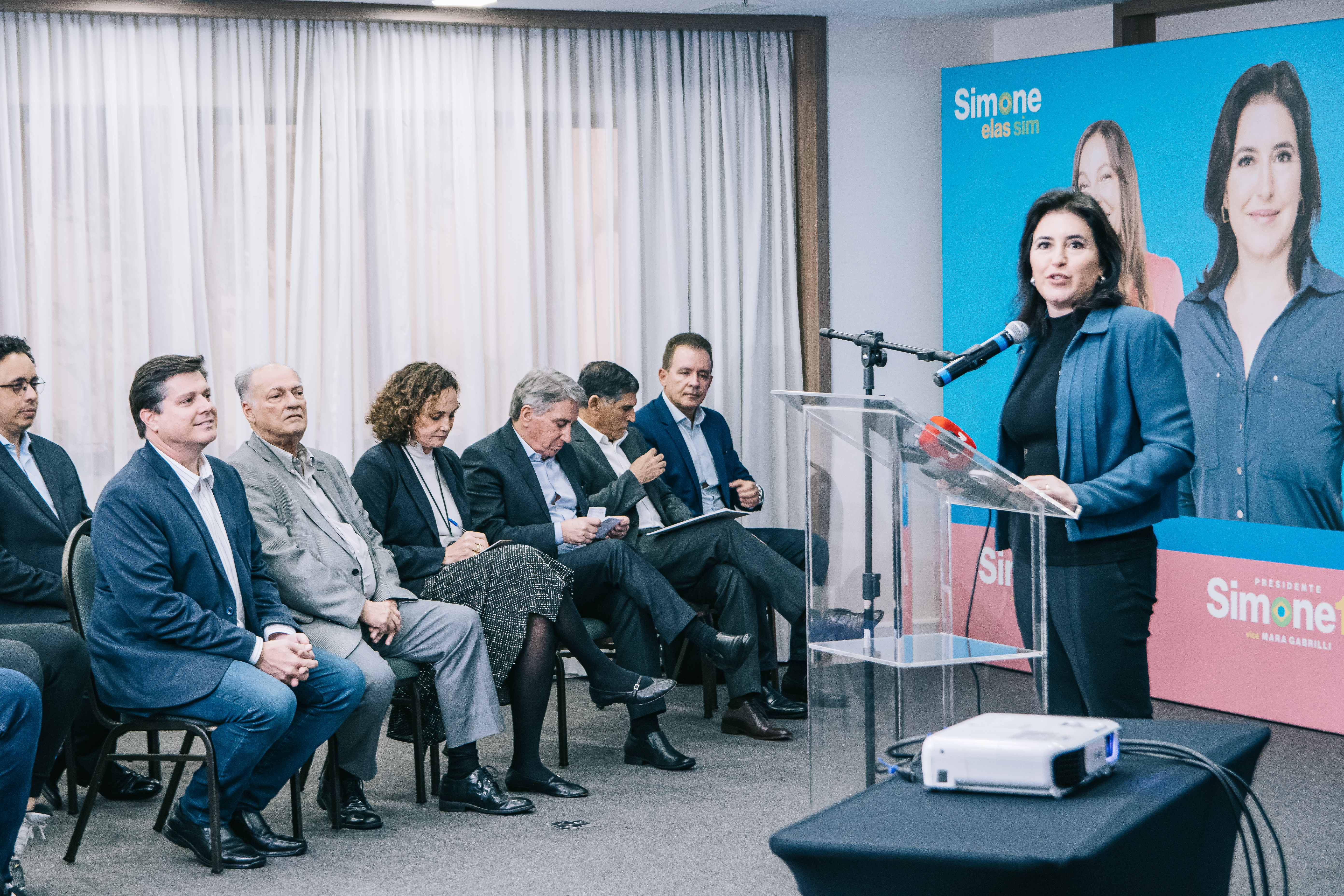
Simone Tebet apresentando o seu plano de governo

O Movimento Democrático Brasileiro, em convenção virtual, oficializou em 27 de julho de 2022 a candidatura de Simone Tebet à presidência da República, em Brasília. Parte das lideranças do partido defendeu o apoio a Lula, porém a candidatura de Simone Tebet contou com o apoio do presidente nacional do MDB, Baleia Rossi. E, após investidas de Lula sobre setores do MDB, o partido divulgou uma nota assinada por dirigentes em 19 estados reiterando o apoio à senadora.

## Candidatas
As seguintes políticas anunciaram a sua candidatura. Os partidos políticos tiveram até 15 de agosto de 2022 para registrar formalmente as suas candidatas.
| Coligação Brasil para Todos                                                                             |                                                                   |
| |                                                                   |
| Simone Tebet                                                                                            | Mara Gabrilli                                                     |
| |                                                                   |
| para presidente                                                                                         | para vice-presidente                                              |
| Senadora da República de 1º de fevereiro de 2015 até 1º de fevereiro de 2023                            | Senadora da República de 1º de fevereiro de 2019 até a atualidade |
| Integrantes: - Movimento Democrático Brasileiro - Federação PSDB Cidadania (PSDB e Cidadania) - Podemos |                                                                   |

## Resultado da eleição

### Eleições presidenciais
| Ano de eleição | Candidato    | Primeiro turno      | Primeiro turno      | Segundo turno       | Segundo turno       |
| Ano de eleição | Candidato    | # do total de votos | % do total de votos | # do total de votos | % do total de votos |
| -------------- | ------------ | ------------------- | ------------------- | ------------------- | ------------------- |
| 2022           | Simone Tebet | 4.915.423           | 4,16%               | Não concorreu       | Não concorreu       |